# Cho Yoon-woo
Cho Yoon-woo (en hangul, 조윤우; RR, Jo Yun-u) (Corea del Sur; 27 de julio de 1991) es un actor surcoreano.

## Biografía
Estudió radiodifusión y entretenimiento en el Instituto de Artes y Medios de Dong-ah (Dong-ah Institute of Media and Arts).
El 19 de junio de 2018 inició su servicio militar obligatorio, que finalizó en febrero del 2020.
Es buen amigo del actor y cantante Yunho,  también es amigo de sus compañeros en la serie Hwarang.

## Carrera
Es miembro de la agencia "King Kong by Starship" (previamente conocida como "King Kong Entertainment") de Starship Entertainment (스타쉽 엔터테인먼트).
El 31 de octubre del 2011 se unió al elenco principal de la serie Cool Guys, Hot Ramen donde interpretó a Woo Hyun-woo, un estudiante y amigo de Cha Chi-soo (Jung Il-woo).
En mayo del 2013 se unió al elenco de la serie Dating Agency: Cyrano donde dio vida a Ah-rang, un estudiante de secundaria de 19 años que sueña con convertirse en actor de teatro, así como el encargado de los disfraces en la agencia de citas.
En octubre del mismo año se unió al elenco recurrente de la serie The Heirs donde interpretó a Moon Joon-young, es un estudiante de la secundaria Jaeguk, que luego de ser una de las víctimas de la intimidación de Choi Young-do (Kim Woo-bin) debido a su estatus social, decide transferirse de escuela.
En octubre del 2014 se unió al elenco de la serie A Mother's Choice donde dio vida a Kim Kyung-joon, el audaz y competitivo mejor amigo de Oh Jin-wook (Ji Eun-sung).
Ese mismo mes se unió al elenco recurrente de la serie Naeil's Cantabile (también conocida como "Cantabile Tomorrow") donde interpretó a Lee Jae-yong, el hijo de una familia rica que toca la trompeta y siente envidia de Cha Yoo-jin (Joo Won).
En mayo de 2015 se unió al elenco recurrente de la serie Mask donde dio vida a Oh Chang-soo, el secretario de Choi Min-woo (Ju Ji-hoon).
El 19 de diciembre del 2016 se unió al elenco de la serie Hwarang (también conocida como "Hwarang: The Poet Warrior Youth") donde interpretó al misterioso y atractivo Kim Yeo-wool, uno de los miembros élite de los "Hwarang", un joven atento y con un encanto neutral en cuanto al género, hasta el final de la serie el 21 de febrero del 2017.
En abril del 2017 se unió al elenco principal de la serie Band of Sisters (también conocida como "Unni Is Alive") donde dio vida a Koo Se-joon, el hijo ilegítimo del presidente de "Ruby Cosmetics", Goo Pil-mo (Son Chang-min) y la encargada de la limpieza la Ms. Lee, que a pesar de ocasionar problemas tiene un corazón puro cuando se trata de amar.

## Filmografía

### Series de televisión
| Año         | Título                                       | Personaje                 | Notas        |
| ----------- | -------------------------------------------- | ------------------------- | ------------ |
| 2017        | Band of Sisters                              | Koo Se-joon               | 68 episodios |
| 2016 - 2017 | Hwarang: The Poet Warrior Youth              | Kim Yeo-wool              | [ 18 ]       |
| 2016        | Thumping Spike                               | Jugador de Voleibol       | ep. #16      |
| 2016        | Special: "Puck!"                             | Jung Pal-bong             | 2 episodios  |
| 2015        | I Order You                                  | Nam Soo-ri                |              |
| 2015        | 我是你的喋喋phone                            | Suli                      |              |
| 2015        | Mask                                         | Oh Chang-soo              |              |
| 2014        | Naeil's Cantabile                            | Lee Jae-yong              |              |
| 2014        | Special: "A Mother's Choice"                 | Kim Kyung-joon            | 2 episodios  |
| 2014        | Hotel King                                   | Yoo Joo-min               | 2 episodios  |
| 2013        | The Heirs                                    | Moon Joon-young           |              |
| 2013        | Ugly Alert                                   | Lee Dong-woo              | ep. #55      |
| 2013        | Dating Agency: Cyrano                        | Ah-rang                   | 16 episodios |
| 2013        | King of Ambition                             | Socio de Ha Ryu           | 3 episodios  |
| 2012        | Missing You                                  | Recepcionista del Karaoke | ep. #5       |
| 2012        | The Strongest K-Pop Survival                 | Han Dong-woo              | [ 19 ]       |
| 2012        | Drama Special: "Just an Ordinary Love Story" | Han Jae-kwang (de joven)  |              |
| 2011        | Cool Guys, Hot Ramen                         | Woo Hyun-woo              | 16 episodios |

### Películas
| Año  | Título            | Personaje                  | Notas                                                                                      |
| ---- | ----------------- | -------------------------- | ------------------------------------------------------------------------------------------ |
| 2015 | Perfect Proposal  | Jin-sub                    | junto a Yoo Yeon-seok, Im Soo-jung, Lee Geung-young, Park Chul-min, Jin Kyung y Min Do-hee |
| 2014 | Scarlet Innocence | Joven Atractivo en el Club | junto a Jung Woo-sung, Esom, Park So-young, Kim Hee-won y Park So-dam                      |

### Aparición en programas de variedades
| Año  | Título                         | Notas                    |
| ---- | ------------------------------ | ------------------------ |
| 2018 | Law of the Jungle in Patagonia | (ep. #305-310) - miembro |

### Revistas / sesiones fotográficas
| Año  | Título            | Notas                                                                        |
| ---- | ----------------- | ---------------------------------------------------------------------------- |
| 2016 | High Cut Magazine | junto a Park Seo-joon, Park Hyung-sik, Choi Min-ho, Kim Taehyung y Do Ji-han |
| 2013 | InStyle Magazine  | junto a Lee Chun-hee, Hong Jong-hyun, Lee Jong-hyuk y Choi Soo-young         |

### Aparición en videos musicales
| Año  | Intérprete   | Canción  | Notas                |
| ---- | ------------ | -------- | -------------------- |
| 2012 | Lee Seung-gi | "Return" | junto a Kim Yoo-jung |

### Anuncios
| Año  | Título              | Notas |
| ---- | ------------------- | ----- |
| 2017 | 우리은행            |       |
| 2016 | 갤럭시 S7           |       |
| 2014 | 중국화장품 (화연려) |       |
| 2013 | Fila                |       |
| 2013 | Mr. Pizza           |       |
| 2013 | Naver Band          |       |
| 2012 | Shinhan Card        |       |